# 朱由𣚅
昌王朱由𣚅（？—1646年5月21日（隆武二年四月甲申）），明朝宗室、南明軍事人物。

## 生平
朱由𣚅是明憲宗的六世孫、益敬王朱常的第十子，萬曆三十九年（1611年）封永寧王。他沉靜而有才略，益先王朱慈𤆃舉兵時負責徵募士兵。其時有一名贛州諸生曾子鋮出任他的幕客，讓朱由𣚅推崇重視，引薦曾子鋮參與密議；建昌失陷，他及其他郡王走入寧都大函鄉，朝晚都在哭泣。有地方人民蕭某資金充裕，兩名兒子都懂武術而好俠義，看到朱由𣚅覺得奇怪，他直接告訴原因，因此二人都參與恢復明朝的工作。當時蕭陞、羅榮在汀州、贛州分為四營，前左營張安最強，有歸正意向；蕭某就給他大量財物，嚮導他前往軍營。前一天，蕭陞、羅榮二人夢見太陽來臨，到這時朱由𣚅來到，認為是吉兆，同時潮州五指山石的渠帥謝志良亦願受節制，得到兵馬六萬。張家玉倚重他，於是在湖東出兵，收復建昌、撫州、進賢、廣信、南康、信豐、龍南、崇仁、石城，打算等候西線軍隊乘勝攻入南昌；南昌的清兵即將逃走，隆武帝得知後下詔褒獎，在隆武二年（1646年）晉封昌王，又派鄭彩出永定關。鄭彩看到朱由𣚅部隊出南昌，就頓時停下不前進，而朝廷議論亦懷疑他，或打算奪取他的部下。朱由𣚅軍隊沒有後繼，又缺乏糧食，無法守城，於是棄守進賢，退入撫州。王得仁包圍他們，朱由𣚅親自出擊；不久張家玉在許灣取勝，撫州不再受圍，謝志良、羅榮也於千金城打勝仗。後來張家玉在新城戰敗，朱由𣚅登城死守，爭持二個月後耗盡儲糧，計劃走回建昌，但他卻患上風痺不能走動而被擒，與世子朱慈炎、朱慈美被送到北京，在蘆溝橋死去；曾子鋮則在王得仁營內被殺。

## 引用
1. 1 2  錢海岳《南明史·卷二·本紀第二》：（隆武二年四月）甲申……撫州陷，永寧王由𣚅薨，林鳳等死之。
2. 1 2  錢海岳《南明史·卷二十八·列傳第四》：昌王由𣚅，字冠寰，益敬王常𰝢十子，憲宗六世孫，萬曆三十九年封永寧王，沉靜有志畧。益王慈𤆃舉兵，徵募皆倚之而辦。幕客贛州諸生曾子鋮，由𣚅推重之，引參密議。建昌陷，由𣚅及諸郡王走寧都大函鄉，日夕悲號。有鄉人蕭甲雄於資，二子能武好俠，見而疑之。由𣚅告知故，因與圖興復事。
3. ↑  錢海岳《南明史·卷十八·表第四》：昌王條：由𣚅 萬曆三十九年封永寧王。隆武二年晉封。四月薨。
4. ↑  錢海岳《南明史·卷二十八·列傳第四》：時蕭陞、羅榮在汀、贛間，分四營，前左營張安最強，有歸正意。蕭甲乃厚資裝橐，導由𣚅往招之。先一日，陞、榮夢紅日臨門，明日而由𣚅至，以為休徵，而潮州五指山石帥謝志良亦願受節制，得兵六萬。以張家玉為倚重，遂出兵湖東，復建昌、撫州、進賢、廣信、南康、信豐、龍南、崇仁、石城，欲俟西師乘勝併力取南昌。南昌清兵將走，兵威大振。紹宗璽書褒美，晉昌王，遣鄭彩出永定關。因由𣚅兵出南昌，彩頓不進，而朝議亦疑之，或欲并取由𣚅以獻。軍無後繼，又乏見糧，不能守，復棄進賢，退撫州。王得仁圍之，由𣚅躬冒矢石。尋家玉捷許灣，撫圍解，志良、榮亦捷千金城。家玉敗於新城，由𣚅登陴死守，相持二月，糧盡，欲還建昌。會病痺不能行，被執，與世子慈炎、慈美檻車赴北京，至蘆溝橋薨；子鋮執入得仁營死。